# Convento de Belvís
O Convento de Santa Maria de Belvís é um edifício histórico construído originalmente no século XIV em Santiago de Compostela, Galiza, Espanha. Situa-se extramuros, cerca de 300 metros a leste-sudeste da Porta de Mazarelos. Atualmente continua a ser um convento de clausura de dominicanas descalças.

## Descrição
O convento foi fundado no início do século XIV pelos frades de Bonaval (ou por Teresa González, segundo outras fontes), foi o primeiro convento de freiras dominicanas da Galiza.
No início do século XVIII foi reconstruído em estilo barroco pelo dominicano mexicano António de Monroy, arcebispo de Compostela entre 1685 e 1715, que entregou as obras do edifício conventual a Frei Gabriel de Casas. Na fachada, de extrema sobriedade, destacam-se as armas de Monroy. A igreja foi erigida entre 1727 e 1739 e é da autoria de Fernando de Casas Novoa, também responsável pela Fachada do Obradoiro da Catedral de Santiago. De planta em cruz latina e paredes em silhar de granito, com uma abóbada de canhão e uma cúpula. A torre une a igreja com a capela da Virgem do Portal, datada de 1702, formando um ângulo reto. O conjunto é notável pela sua simplicidade e sobriedade, motivada pela falta de recursos. O que mais se destaca no convento é fachada do comungatório, onde Fernando Casas usou a sua caraterística decoração geométrico-vegetal. No interior, são dignas de nota o retábulo e a capela (1694), obras de Domingo de Andrade, e o camarín (pequena capela atrás do altar) de Alonso Gosende, datada de 1703.
Na igreja venera-se a imagem da Virgem do Portal, cuja descoberta em 1313 originou a construção do convento. Segundo a lenda, a imagem teria "fugido" da sua capela e aparecido no pequeno nicho do portal onde tinha sido originalmente colocada.